# 熊谷平一郎
熊谷 平一郎（くまがい へいいちろう、1949年 - ）は、日本の建築家。熊平建築設計事務所代表。

## 略歴
- 1972年：日本大学理工学部建築学科卒業
- 1972年 - 1977年：総合設計体環境企画に勤務
- 1977年 - 1979年：伊藤喜三郎建築研究所に勤務
- 1979年：熊平建築設計事務所取締役就任

## 著書
- 建築画報〔沖縄の現代建築〕沖縄万座ビーチレストラン（建築画報社 1975年）

## 代表作
- 産業医科大学新築
- 沖縄万座ビーチレストラン
- 熊谷邸（福岡県田川市）1987年
- 行橋市総合福祉センター（ウィズ行橋）（福岡県行橋市）1995年
- 財団法人福岡県社会保険医療協会社会保険田川病院（福岡県田川市）1999年